# Spilosoma melaina
Spilosoma melaina är en fjärilsart som beskrevs av Gerh. 1953. Spilosoma melaina ingår i släktet Spilosoma och familjen björnspinnare. Inga underarter finns listade i Catalogue of Life.